# Spartina pectinata
Spartina pectinata là một loài thực vật có hoa trong họ Hòa thảo. Loài này được Bosc ex Link miêu tả khoa học đầu tiên năm 1820.

## Hình ảnh

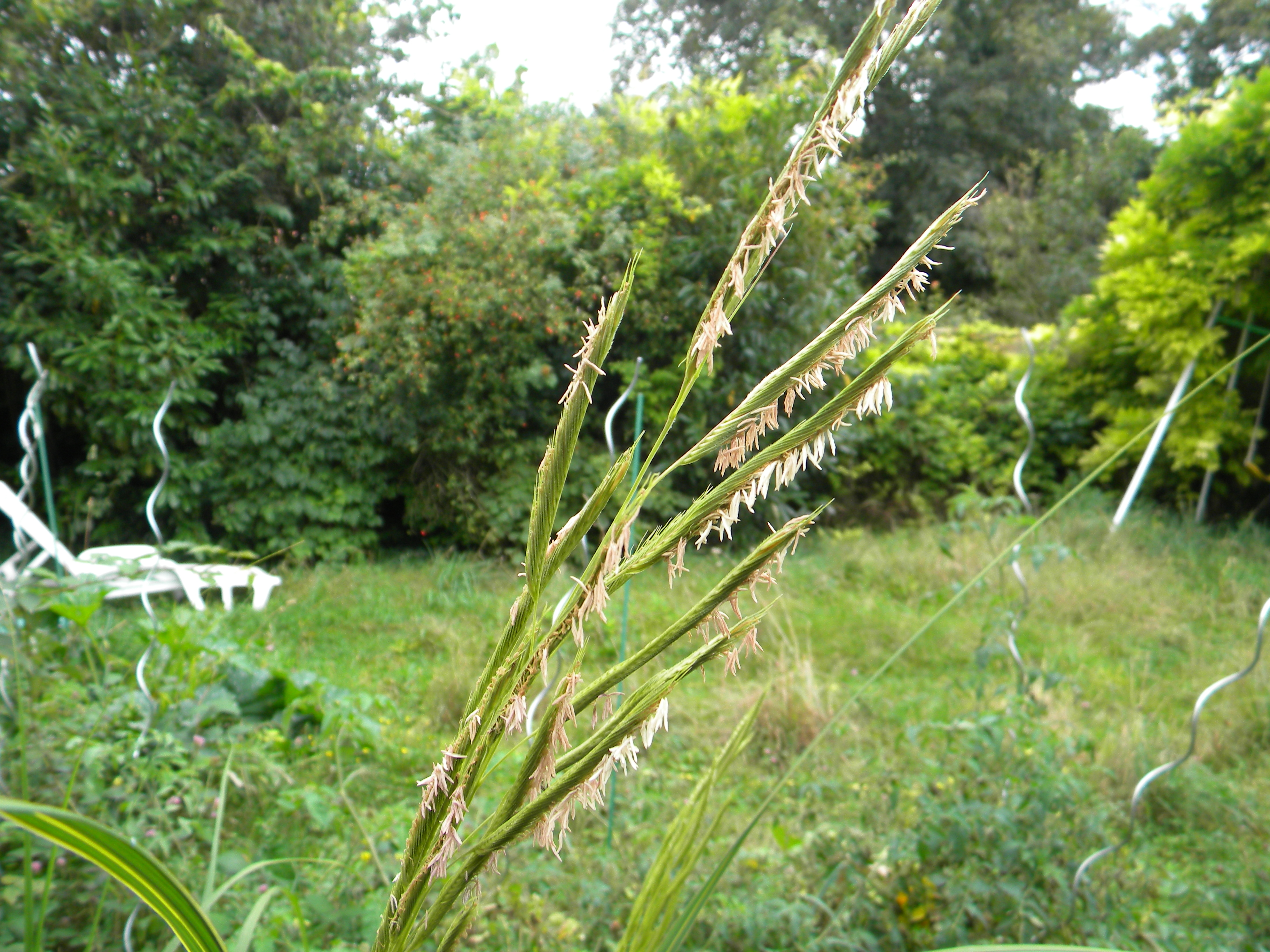
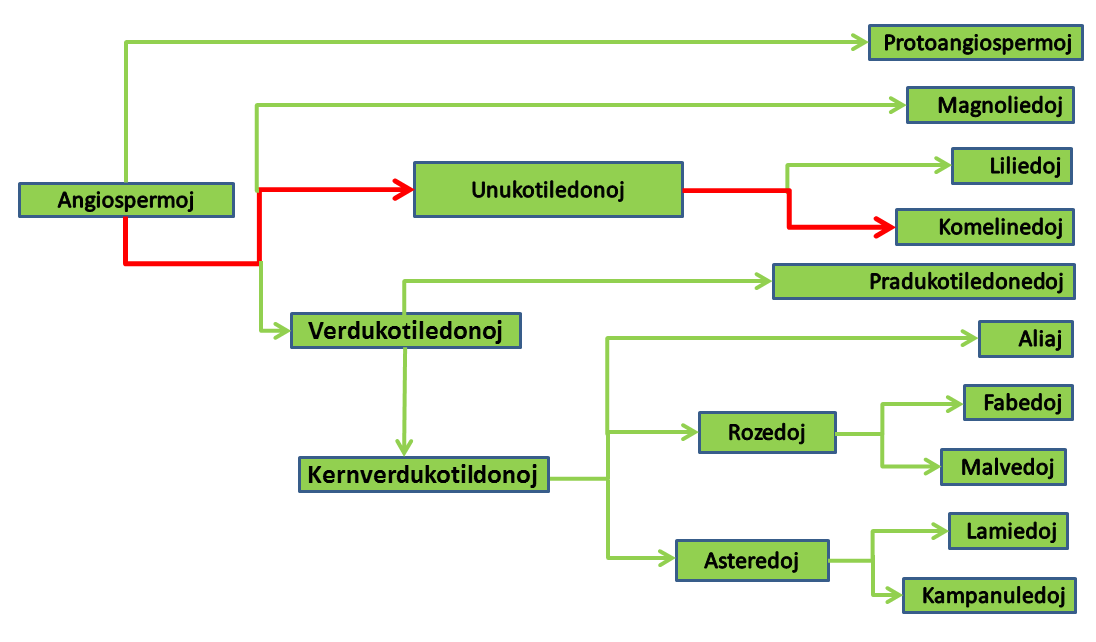
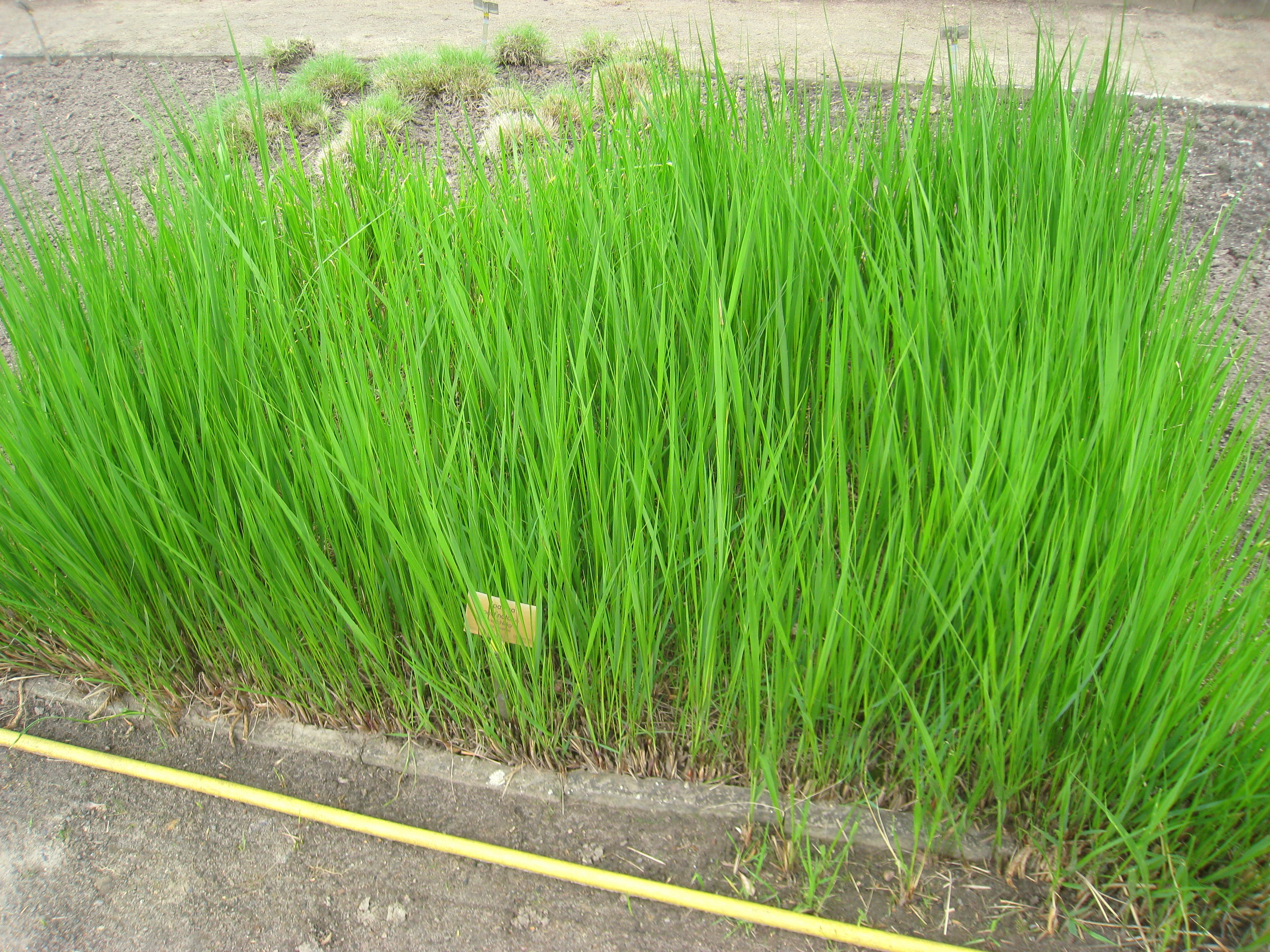